# قره‌تپه (مرند)
قره‌تپه یکی از روستاهای استان آذربایجان شرقی است که در دهستان هرزندات شرقی بخش مرکزی شهرستان مرند واقع شده‌است. این روستا تا ده سال پیش پر رونق بود ولی به دلیل خشکسالی‌های مداوم مردم این روستا به شهر مرند مهاجرت کردند. در حال حاضر در این روستا جمعیتی در حدود ۵۰ خانوار زندگی می‌کنند. البته در سالهای اخیر کشاورزی رونق یافته‌است و مردم از شهر هم برای کشاورزی به این روستا آمده‌اند. از مناطق زیبای آن می‌توان به سد خاچکی و دیزه باشی اشاره کرد. کوه قره تپه که نام روستا به ان مشهور شده تنها کوه در منطقه است که برخلاف سایر کوهها تمام سنگ است و گویا در زمانهای قدیم به عنوان قلعه استفاده شده و مردم ده به کوه پناه میبردند و دیوارهای آن مشهود است و چون این کوه از اتشفشان تشکیل شده در قله ان چاهی است که به مرور زمان دهانه آن مسدود شده است و بالای کوه چشمانداز زیبایی دارد